# تشب درة (سلطانية)
تشب درة (بالفارسية: چپ دره) هي قرية تقع في إيران في قسم سلطانیة الریفي. يقدر عدد سكانها بـ 179 نسمة .